# Кокет
Кокет (енгл. River Coquet) је река у Уједињеном Краљевству, у Енглеској. Дуга је 64 km. Протиче кроз Нортамберланд. Улива се у Северно море. 